# Tenuisis microspiculata
Tenuisis microspiculata är en korallart som först beskrevs av Molander 1929.  Tenuisis microspiculata ingår i släktet Tenuisis och familjen Isididae.
Artens utbredningsområde är Södra Ishavet. Inga underarter finns listade i Catalogue of Life.